# Wagner Mol Guimarães
Wagner Mol Guimarães (Ponte Nova, 14 de agosto de 1968) é um político brasileiro filiado ao Partido Socialista Brasileiro (PSB). Exerceu o cargo de prefeito de Ponte Nova por dois mandatos consecutivos, de 2017 a 2024, após uma carreira como vereador e presidente da Câmara Municipal. Sua gestão foi caracterizada por um modelo de governança baseado em parcerias público-privadas, com foco em projetos de infraestrutura, saúde pública e desenvolvimento social, consolidando a cidade como um polo regional no Vale do Piranga.

## Início de Vida e Carreira Política

### Origens e Família
Nascido em Ponte Nova, Minas Gerais, Wagner Mol Guimarães estabeleceu profundas raízes na comunidade que viria a liderar. É casado com Sandra Cesarino Mol Guimarães, com quem tem quatro filhos.

### Trajetória na Câmara Municipal
A carreira política de Wagner Mol Guimarães teve início no poder legislativo. Em 1996, concorreu pela primeira vez ao cargo de vereador pelo PFL, obtendo 361 votos e alcançando a posição de primeiro suplente.
Sua perseverança o levou a mandatos subsequentes como vereador, culminando em sua eleição para a presidência da Câmara Municipal de Ponte Nova para o biênio 2005-2006. Durante sua presidência, conduziu os trabalhos legislativos, demonstrando habilidade na articulação política e na gestão administrativa da casa.
Como vereador, foi um parlamentar ativo, apresentando indicações para melhorias em serviços públicos. Um exemplo notável de sua atuação foi a proposição que levou à implantação de um Centro de Pneumopatia na cidade, uma iniciativa que ele defendeu e celebrou publicamente em uma sessão de abril de 2006. Este período na Câmara Municipal funcionou como uma fase de aprendizado crucial, proporcionando-lhe um conhecimento íntimo da máquina administrativa da cidade e permitindo-lhe construir a base política necessária para uma transição bem-sucedida para o poder executivo.

## Prefeito de Ponte Nova: Primeiro Mandato (2017-2020)

### A Eleição Municipal de 2016
Nas eleições municipais de 2016, Wagner Mol Guimarães, já filiado ao PSB, foi eleito prefeito de Ponte Nova com 16.278 votos, o que representou 49,90% dos votos válidos. A vitória marcou uma significativa alternância de poder, derrotando o então prefeito Guto Malta, do PT, que obteve 11.346 votos (34,78%). Outros candidatos na disputa foram Zé Luiz da Eureka (SD), com 2.505 votos (7,68%), Patrícia Castanheira (REDE), com 1.860 votos (5,70%), e André Luiz (DEM), com 630 votos (1,93%). Sua vice-prefeita eleita foi Valéria Cristina Alvarenga dos Santos, do PSDB, formando uma aliança estratégica.

### Principais Ações e Projetos (2017-2020)
O primeiro mandato de Wagner Mol foi marcado pela implementação de um modelo de gestão focado em parcerias público-privadas para viabilizar projetos de alto impacto comunitário. Em janeiro de 2017, a Secretaria Municipal de Esporte, Lazer e Juventude (Semej) formalizou uma parceria com a Associação Movimenta Brasil, com patrocínio de R$ 90 mil da Bartofil, para criar escolinhas esportivas para cerca de 120 crianças e adolescentes.
A colaboração com o setor privado, especialmente com a família Bartolomeu, tornou-se uma marca de sua administração. Ainda como prefeito eleito, em novembro de 2016, marcou presença no lançamento da biografia do ex-prefeito Antônio Bartolomeu, um gesto que antecipou a estreita relação de trabalho. Ao longo do mandato, essa estratégia se consolidou:
- Cultura: Em 2018, sua gestão apoiou o "Projeto Banda Itinerante" da Corporação Musical Santíssima Trindade, patrocinado pela Bartofil e pela Saudali através da Lei Rouanet.[14]
- Infraestrutura Urbana: Em outubro de 2018, para o 152º aniversário da cidade, sua administração entregou a reinstalação da fonte luminosa na Praça de Palmeiras, um projeto de R$ 127 mil que resgatou um marco desativado desde 1992.[15][16]
- Desenvolvimento Regional: Em julho de 2019, liderou uma comitiva a Belo Horizonte para pleitear junto ao DEER-MG a construção da segunda alça do Anel Rodoviário de Ponte Nova.[17]
- Eventos Comunitários: Em dezembro de 2014, ainda como vereador, participou do lançamento do "Natal de Luz", uma parceria da Prefeitura com a ACIP/CDL e empresas locais, um modelo de evento que continuaria a ser apoiado em sua gestão como prefeito.[18]

## Reeleição e Segundo Mandato (2021-2024)

### A Vitória Expressiva nas Eleições de 2020
Nas eleições municipais de 2020, Wagner Mol (PSB) foi reeleito, obtendo 25.216 votos, o que correspondeu a 81,47% dos votos válidos, demonstrando uma aprovação maciça de seu primeiro mandato. Seu principal adversário, Léo Moreira (REPUBLICANOS), obteve 3.653 votos (11,80%). Valéria Alvarenga foi reeleita como sua vice-prefeita, mantendo a aliança PSB-PSDB.

### Gestão e Desafios na Saúde Pública
O segundo mandato teve como um de seus pilares o fortalecimento da infraestrutura de saúde de Ponte Nova. As ações foram estratégicas e envolveram a articulação de recursos em múltiplas esferas:
- Investimento em Oncologia: Em fevereiro de 2021, a prefeitura anunciou um repasse de R$ 300 mil ao Hospital de Nossa Senhora das Dores (HNSD) para a instalação de um novo acelerador linear.[20]
- Articulação Regional: Como presidente do Consórcio Intermunicipal de Saúde (Cisamapi), viabilizou um acordo de rateio entre 19 municípios que, somado à contrapartida de R$ 300 mil de Ponte Nova, totalizou R$ 490 mil para a compra de equipamentos para o serviço de radioterapia do HNSD.[3]
- Expansão Hospitalar: Em maio de 2024, sancionou uma lei de incentivos fiscais para a empresa Porto Empreendimentos, que em contrapartida doou uma laje estrutural de R$ 15 milhões para a expansão do Hospital Arnaldo Gavazza (HAG).[2]
- Lobby Político: Em fevereiro de 2025, participou de uma reunião com o governador de Minas Gerais, Romeu Zema, para solicitar recursos estaduais para ambos os hospitais da cidade.[21]

### Desenvolvimento Econômico e o Programa "Alvará na Mão"
Alinhado a uma filosofia de fomento à atividade econômica, a gestão de Wagner Mol implementou o programa "Alvará na Mão", anteriormente chamado "Alvará na Hora". Formalizado pela Lei Complementar nº 4.348, de 17 de dezembro de 2019, o programa criou um procedimento simplificado e eletrônico para a obtenção de alvarás de construção, atendendo a uma demanda do setor empresarial por menos burocracia. A principal inovação foi a transferência de parte da responsabilidade pela verificação técnica para os profissionais privados por meio de um "Termo de Responsabilidade", agilizando a liberação dos projetos.

### Controvérsias: O Pedido de Impeachment
Apesar da popularidade, a gestão de Wagner Mol enfrentou contestações. Em fevereiro de 2025, o ex-candidato a prefeito André Luiz protocolou um pedido de impeachment contra ele. A acusação baseava-se em supostas irregularidades na implementação e posterior suspensão do sistema de estacionamento rotativo pago, argumentando que a suspensão da cobrança gerou prejuízo financeiro ao município.

## Legado e Sucessão

### A Transição para Milton Irias
A força política de Wagner Mol foi confirmada nas eleições municipais de 2024, quando conseguiu eleger seu sucessor. Milton Irias (Avante) venceu com 16.439 votos (51,74%), tendo como vice-prefeita Aninha de Fizica, do PSB, partido de Mol. Wagner Mol comemorou publicamente o resultado, interpretando-o como um reconhecimento de sua gestão. Em suas palavras: "A população de Ponte Nova reconheceu, nas urnas, o trabalho prestado pela nossa administração... As pessoas perceberam que é preciso dar continuidade ao que é bom". Seu último ato oficial como prefeito foi a inauguração de seu retrato na galeria de ex-prefeitos da prefeitura, em 1º de janeiro de 2025.

## Histórico Eleitoral
| Ano  | Cargo Disputado | Partido | Votos  | Percentual | Resultado   |
| ---- | --------------- | ------- | ------ | ---------- | ----------- |
| 1996 | Vereador        | PFL     | 361    | —          | 1º Suplente |
| 2016 | Prefeito        | PSB     | 16.278 | 49,90%     | Eleito      |
| 2020 | Prefeito        | PSB     | 25.216 | 81,47%     | Reeleito    |